# Онуфріївська волость
Онуфріївська волость — історична адміністративно-територіальна одиниця Олександрійського повіту Херсонської губернії.
Станом на 1886 рік складалася з 16 поселень, 16 сільських громад. Населення — 5858 осіб (2918 осіб чоловічої статі та 2940 — жіночої), 1139 дворове господарство.
|                     | Площа, десятин | У тому числі орної, дес. |
| ------------------- | -------------- | ------------------------ |
| Сільських громад    | 7612           | 5366                     |
| Приватної власності | 18884          | 6482                     |
| Казенної власності  | —              | —                        |
| Іншої власності     | 127            | 64                       |
| Загалом             | 26623          | 11902                    |

Найбільші поселення волості:
- Онуфріївка — містечко при річці Омельник за 35 верст від повітового міста, 1414 осіб, 254 двори, православна церква, школа, 5 лавок, 3 ярмарки: Середопісний, Микільський 9 травня та Покровський.
- Іванівка — село при річці Омельник, 593 особи, 130 дворів.
- Камбурліївка — село при річці Омельник, 824 особи, 169 дворів.
- Омельник — село при річці Омельник, 1053 особи, 184 дворів.
- Омельничок — село при річці Омельник, 227 осіб, 41 двір.
- Попівка — село при річці Омельник, 229 осіб, 43 двори.